# Parlement van Gabon

Wapen van Gabon

Het Parlement van Gabon bestaat uit twee Kamers:
- Nationale Vergadering (Assemblée nationale) - lagerhuis : 143 leden;
- Senaat (Sénat) - hogerhuis : 102 leden.

## Ambtsbekleders
|                                         |                        |            |
| FUNCTIE                                 | NAAM                   | TERMIJN    |
|                                         |                        |            |
| Voorzitter van de Nationale Vergadering | Faustin Boukoubi       | 2019–heden |
| Voorzitter van de Senaat                | Lucie Milebou-Aubusson | 2015–heden |